# Alexander Puschkin (Bulgakow)
Alexander Puschkin, auch Die letzten Tage (russisch Александр Пушкин), ist ein Theaterstück in vier Akten des sowjetischen Schriftstellers Michail Bulgakow, das 1935 geschrieben und dessen Überarbeitung am 9. September 1939 abgeschlossen wurde. Der Autor erlebte die Premiere nicht. Das Stück kam 1943 auf den Spielplan des Moskauer Künstlertheaters, behauptete sich dort bis 1958 und wurde zweimal verfilmt. Der Text wurde 1955 im Verlag Die Kunst publiziert.
Durch seine dramatische Bearbeitung rückt Bulgakow den Tod Puschkins in die Nähe eines politischen Mordes. Zumindest weiß Nikolaus I. vorher von dem Duell und lässt es geschehen.

## Inhalt
Die Titelgestalt sagt im Stück kein einziges Wort.
1

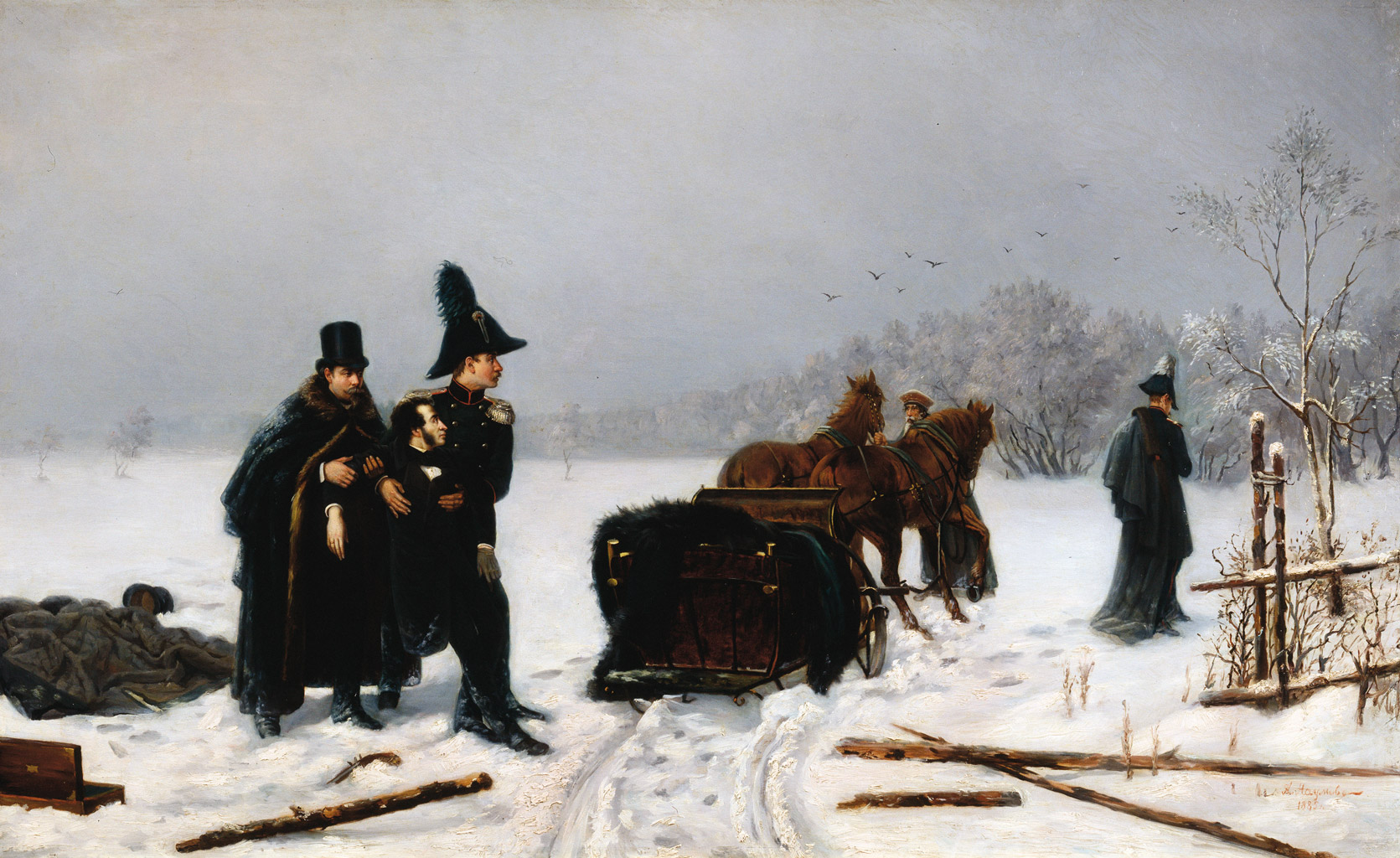
Puschkins Duell mit d’Anthès (Alexei Naumow 1884)

Puschkins St. Petersburger Wohnung Ende Januar und Anfang Februar 1837: Die finanziellen Verhältnisse des Herrn Kammerjunkers Puschkin sind desolat. Puschkins Ehefrau Natalja ist ausgegangen. Deren Schwester – im Stück die Gontscharowa genannt – wohnt im Hause des Dichters und fertigt einen hartnäckigen Gläubiger ihres gerade unpässlichen Schwagers ab.
Als Natalja heimkehrt, bringt die Gontscharowa jene anonymen Anschuldigungen zur Sprache, die eine Liaison Nataljas mit dem Oberleutnant der Chevaliergarde d’Anthès – das ist der Ehegatte der Gontscharowa – konstruieren. Natalja weist jede Schuld von sich und wiegelt ab. Als sich die Gontscharowa zurückgezogen hat, betritt d’Anthès Puschkins Wohnung. Natalja möchte den dreisten Eindringling loswerden. Obwohl Puschkin dem Schwager das Haus verboten hat, lässt er sich nicht abweisen. Der Offizier will mit Natalja fliehen. Er habe die Gontscharowa nur geheiratet, weil er Nataljas Nähe suche.
2
Auf einem nächtlichen Empfang im Palast der Gräfin Woronzowa, einer Mäzenatin des Dichters, begegnet Natalja Nikolaus I. 
Puschkin – im Frack – schaut aus einiger Entfernung zu. Der Herrscher erwartet von seinem Kammerjunker einen Auftritt in Uniform und warnt die Gattin des Dichters: Ihre Schönheit sei gefährlich. Dann wendet sich Nikolaus I. schon dem nächsten Gesprächspartner – das ist Schukowski – zu; äußert sich abschätzig über Puschkins Werk. Der Poet Schukowski, Erzieher des Thronfolgers, möchte vermitteln. Der Zuschauer erfährt, General Dubelts und Graf von Benckendorffs Spitzelschar von der Dritten Abteilung haben den Verfasser aufrührerischer Gedichte, der immerhin Pugatschow ein Denkmal gesetzt hat, observiert; sind bis in Puschkins Wohnung vorgedrungen. Also weiß der Herrscher, dem kaum eine Einzelheit entgeht, auch von dem unmittelbar bevorstehenden Duell zwischen Puschkin und dem treffsicheren Pistolenschützen d’Anthès.
D’Anthès’ Adoptivvater Baron Louis Borchard de Heeckeren, Gesandter der Niederlande in Russland, spricht auf dem Empfang ebenfalls Natalja an. Er beschwört sie, seinen Jungen in Ruhe zu lassen. Natalja kann solche Reden nicht erhören. D’Anthès stellt auf jenem Empfang Natalja nach. Puschkins Frau kann sich der Aufdringlichkeit nur erwehren, indem sie den nächsten – öffentlich beobachtbaren – Treff verspricht. Das wiederholt sich im Stück. Der Zuschauer gewinnt den Eindruck, die Liebe Nataljas zu ihrem Ehemann ist erkaltet. So äußert Natalja zum Beispiel ihrer Schwester, der Gontscharowa, gegenüber: „Warum hat nie jemand gefragt, ob ich glücklich bin? … Ich habe ihm [Puschkin] Kinder geboren und höre mein Leben lang Gedichte …“.
3
D’Anthès will Natalja nach Paris entführen. Heeckeren ist entsetzt. Ungeheuerlich – der Adoptivsohn will die eigene schwangere Frau im Stich lassen und deren Schwester rauben.
Bei dem Duell wird Puschkin durch einen Bauchschuss getroffen. D’Anthès’ Arm wird nur aufgeschlitzt. Gegenüber Puschkins Sekundanten, dem Offizier Dansas, der den Schwerverletzten nach Hause bringt, weist Natalja wiederum alle Schuld von sich.
4
Puschkin beißt sich vor Schmerz in die Hände, damit Natalja seine Schreie nicht hört; stirbt nach qualvollem Leiden. 47 000 St. Petersburger kondolieren. Der Historiker Turgenew, einer der engsten Freunde des Dichters, begleitet den teuren Toten auf seine letzte Reise nach Swjatyje Gory.

## Verfilmungen
- 1986 Lenfilm: Die letzte Reise[11] – Spielfilm von Leonid Menaker[12] nach dem Szenarium von Jakow Gordin[13].
- 2002: Alexander Puschkin – Film von Alexander Jazko[14] mit Olga Drosdowa[15] als Natalja.

## Deutschsprachige Ausgaben
Verwendete Ausgabe:
- Alexander Puschkin. Stück in vier Akten. Aus dem Russischen von Thomas Reschke. S. 69–134 in Ralf Schröder (Hrsg.): Bulgakow. Die Kabale der Scheinheiligen. Alexander Puschkin. Batum. Stücke. Volk & Welt, Berlin 1995, ISBN 3-353-00952-3 (= Bd. 11: Gesammelte Werke (13 Bde.))